# Eckerd Tennis Open 1973
L'Eckerd Tennis Open 1973 è stato un torneo di tennis giocato sulla terra rossa. È stata la 3ª edizione del torneo, che fa parte del Women's International Grand Prix 1973. Si è giocato a Saint Petersburg, negli Stati Uniti, dal 16 al 22 aprile 1973.

## Campionesse

### Singolare
Chris Evert ha battuto in finale  Evonne Goolagong con il punteggio di 6–2, 0–6, 6–4

### Doppio
Chris Evert /  Jeanne Evert hanno battuto in finale  Evonne Goolagong /  Janet Young con il punteggio di 6–2, 7–6